# Santo Tomé (Jaén)
Santo Tomé é um município da Espanha na província de Jaén, comunidade autónoma da Andaluzia, de área 73,42 km² com população de 2344 habitantes (2004) e densidade populacional de 31,14 hab/km².
Era conhecida como Bécula (em latim: Baecula) no período romano.

## Demografia
| Variação demográfica do município entre 1991 e 2011 | Variação demográfica do município entre 1991 e 2011 | Variação demográfica do município entre 1991 e 2011 | Variação demográfica do município entre 1991 e 2011 | Variação demográfica do município entre 1991 e 2011 |
| --------------------------------------------------- | --------------------------------------------------- | --------------------------------------------------- | --------------------------------------------------- | --------------------------------------------------- |
| 1991                                                | 1996                                                | 2001                                                | 2004                                                | 2011                                                |
| 2619                                                | 2503                                                | 2304                                                | 2275                                                | 2483                                                |